# Darrel Castle
Darrell Lane Castle (11 de octubre de 1948) es un abogado y político estadounidense oriundo de Memphis, Tennessee. Fue el nominado del Partido de la Constitución para las Elecciones presidenciales de Estados Unidos de 2016. También fue nominado para vicepresidente en las elecciones presidenciales de Estados Unidos de 2008.

## Carrera política
En la convención nacional del Partido de la Constitución de 2008, el candidato Chuck Baldwin derrotó a Alan Keyes. El partido nominó a Castle de compañero de fórmula y vicepresidente.
En la Convención Nacional de 2012 en Nashville, Tennessee, Castle declaró su candidatura a la nominación de su partido, pero quedó segundo con el 29,78% y 120 votos, por detrás de Virgil Goode que consiguió el 50,37% y 203 votos.
Castle es el exvicepresidente Nacional del Partido de la Constitución.

### Campaña presidencial 2016
Castle era un candidato para la nominación presidencial 2016 del Partido de la Constitución, pero retiró su candidatura en enero de 2016 por motivos de salud no especificados. Sin embargo, en la víspera de la convención de nominación 2016, Richard Winger de Boleta Acceso News informó que Castle había vuelto a entrar en el proceso de nominación.
La campaña de Castle recibió el respaldo de la Georgia Derecho a la Vida PAC.
A 30 de junio del año 2016 Castle había recibido en donaciones $10.289.
En algunos estados, Castle sacaba entre 1% y 3% según las encuestas.
En las Elecciones presidenciales de Estados Unidos de 2016 consiguió 202.979 votos y un 0.15%.

### Posiciones políticas
En una entrevista con Liberty Hangout, Castle afirmó que es más libertario que Gary Johnson, el candidato del Partido Libertario, Castle se describe así mismo como provida y se opone a la financiación federal de Planned Parenthood.  Castle apoya la financiación de la exploración espacial, se opone a la guerra contra las drogas, afirmó que cuando se trata de la prostitución, el juego, el tabaquismo, las relaciones polígamas, o cualquiera de otras actividades realizadas por los adultos que consienten, Castle dice que no ve ningún papel para que el gobierno federal se involucre. Él quiere la despenalización del consumo de marihuana, sin embargo, se opone a la legalización completa. Está a favor de asegurar las fronteras y cree que los ciudadanos musulmanes deberían ser prohibidos hasta la detección de terroristas extranjeros. Él se describe no intervencionista cuánto a política exterior se refiere. Está a favor de que los Estados Unidos se retiren de las Naciones Unidas, la OTAN, TPP, el NAFTA, CAFTA, el GATT y la OMC. Está a favor de poner fin a la Reserva Federal.
Castle se presentó como pro-armas y pro-segunda enmienda, indicando que él cree que no debería haber "más restricciones en el actual proceso de compra de un arma de fuego" y está en contra de la prohibición de individuos en la lista de exclusión aérea de "armas de compra y municiones ". Castle indicó explícitamente que el matrimonio del mismo sexo se incluyó en la lista de actos por los adultos que consienten que preferiría que el gobierno no tuviera ninguna participación.